# Enterramientos en el Convento de San Francisco de Valladolid

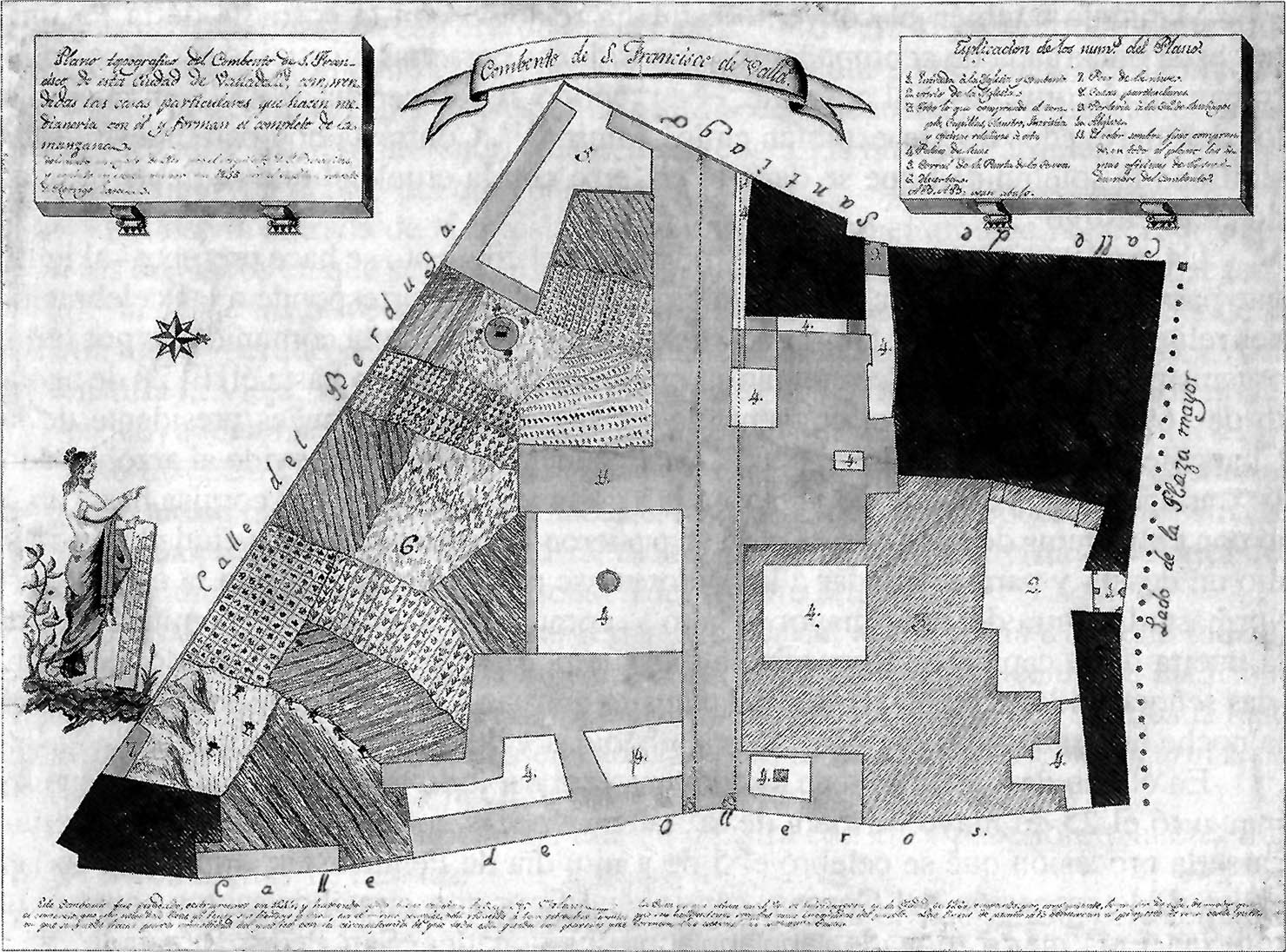
Plano de Francisco Benavides, 1830.
Conservado en el Museo de Valladolid
1 Entrada a la iglesia y convento.
2 Atrio de la iglesia.
3 Todo lo que comprende el templo, capillas, claustro, sacristía y oficinas relativas a este.
4 Patios de luces.
5 Corral de la puerta de las casas.
6 Huerta.
7 Pozo de la nieve.
8 Casas particulares.
9 Portería de la calle de Santiago.
10 Aljibe.
11 El color sombra flojo comprende en todo el plano las demás oficinas de la servidumbre del convento.

El convento de San Francisco de Valladolid sirvió como un inmenso panteón, lugar de enterramiento de muchas personas pertenecientes a la nobleza, otros a la realeza, hombres y mujeres ilustres, religiosos insignes y religiosos del propio convento. Incluso fue lugar de enterramiento de reos y condenados a muerte. El claustro del patio mayor era el sitio para la inhumación de los niños expósitos de San José. De manera general, todo el cuerpo de la iglesia de este convento estaba sembrado de lápidas.
Se conocen con certeza los enterramientos de muchos personajes pero los historiadores e investigadores se muestran más cautos a la hora de señalar algunos otros, aunque se dan sus nombres y se describe el lugar exacto, pues en ciertos casos se trata de noticias copiadas de unos y de otros sin un verdadero rigor científico. A continuación se da una descripción breve e incompleta, más o menos detallada y seleccionada de lo que hasta ahora ha podido recoger al respecto la historiografía.

## Miembros de la realeza sepultados en el convento
Entre los siglos XIII y XIV tres miembros de la realeza castellana, entre los que figuraban dos infantes de Castilla, fueron enterrados en la iglesia del convento de San Francisco de Valladolid:
- Pedro de Castilla (m. 1283). Hijo del rey Alfonso X de Castilla y de la reina Violante de Aragón.[2]
- Enrique de Castilla el Senador (1230-1303). Infante de Castilla e hijo del rey Fernando III de Castilla y de la reina Beatriz de Suabia.[3]
- Leonor de Castilla la de los Leones (m. c. 1413). Hija ilegítima de Enrique II de Castilla y de Leonor Álvarez.[4]

## Personajes ilustres
Juan Hurtado de Mendoza dispuso su enterramiento bajo la bóveda de la capilla mayor y allí permanecieron sus restos hasta que Juan II los mandó trasladar al centro de la iglesia, donde acomodó una sepultura para él y otra para su esposa. En 1530 y a petición de su descendiente el conde de Castro, el Capítulo le designó cuatro sepulturas en cuadro dentro de la capilla mayor y en lugar preferente. A su alrededor se fueron enterrando algunos de los religiosos. Ya desde los comienzos del siglo XVI la familia de Gómez Manrique de Mendoza quiso acceder al patronazgo de esta capilla, aunque tuvo una fuerte oposición por parte de los frailes. Aun así en 1613 se sabe que Carlos Manrique de Mendoza, (otro descendiente y conde de Castro), enterró en ella los restos de sus padres que había mandado traer desde Castrogeriz en Burgos.
Pedro Álvarez, señor de Noreña, 12??-1286, (mayordomo mayor de Sancho IV), padre de Rodrigo Álvarez de Asturias, fue enterrado en el convento. Según cuenta Ambrosio de Morales, el sepulcro era de palo (madera) y ostentaba las armas de Noreña, pero en tiempos del padre Flórez  ya no existía tal sepulcro ni se veían por ningún lado unos versos a modo de epitafio, versos que sin embargo han llegado al presente en una historia manuscrita del convento.
En la capilla llamada de los Linages (escrito con g) había bastantes lápidas en el suelo y arcosolios que se abrían en las paredes, y 
En la capilla de los Leones estaban enterradas Leonor de Castilla la de los Leones, que era hija ilegítima del rey Enrique II, y su madre, Leonor Álvarez, y según la historiadora María Antonia Fernández del Hoyo, no estaba dedicada a ningún santo en particular, y en su opinión en los últimos siglos de vida del convento de San Francisco ni siquiera podía afirmarse que fuera una capilla, ya que su altar fue retirado en 1576 cuando se construyó la nueva sacristía del templo, a fin de dejar libre el paso para que se pudiera acceder a ésta desde el claustro y la iglesia. Además, la capilla de los Leones se convirtió posteriormente en propiedad del convento de San Francisco, y el historiador Casimiro González García-Valladolid afirmó que pertenecía al claustro, que estaba a la entrada de la sacristía, y que cuando la adquirió el convento tras el patronazgo anterior fue dedicada a lugar de sepultura de personas destacadas, entre las que se contaba el presbítero Luis de Castilla Cristóbal de Santisteban, regidor de Valladolid y caballerizo mayor del rey Carlos I. Este personaje, Luis de Castilla reedificó la capilla en 1534 y la dedicó a panteón familiar. En lugar preferente estuvo enterrada Juana Fernández, con estatua y epitafio, mujer muy devota y muy querida y con fama de santa.
La familia Venero Leyva tuvo su panteón en la capilla de Santa Catalina. Allí fue enterrado Andrés de Venero y Leyva (patrono de dicha capilla) y su esposa María Hondegardos, con sendas estatuas arrodilladas hechas de piedra. También se enterraron después a los hijos de este matrimonio, Carlos Venero y Leyva y Jerónimo Venero y Leyva, con otras dos estatuas orantes acompañadas de sus inscripciones. Todas estas esculturas fueron trasladadas a la capilla de San José de la Catedral de Valladolid en el año de la desamortización del convento.

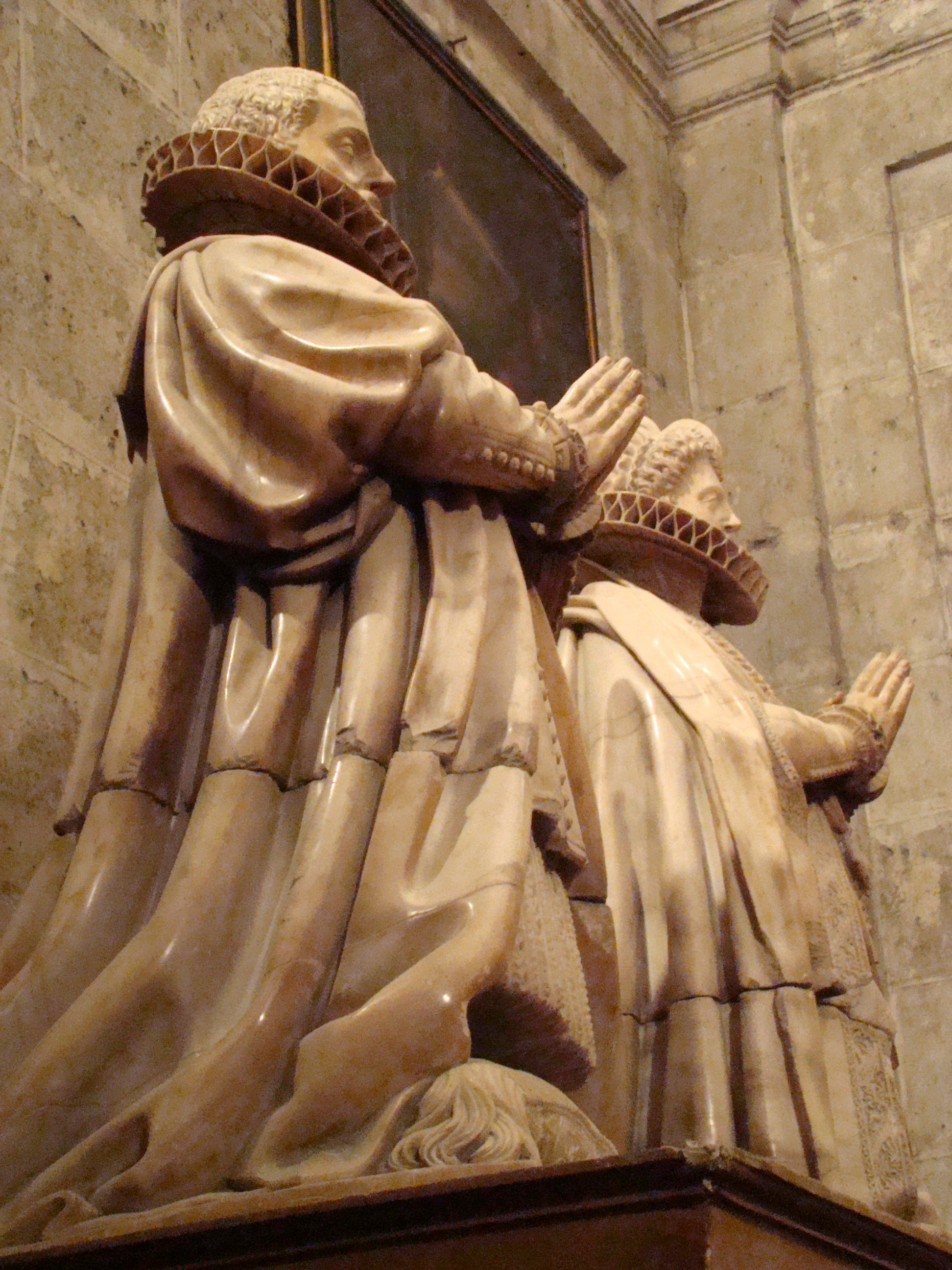
Venero Leyva
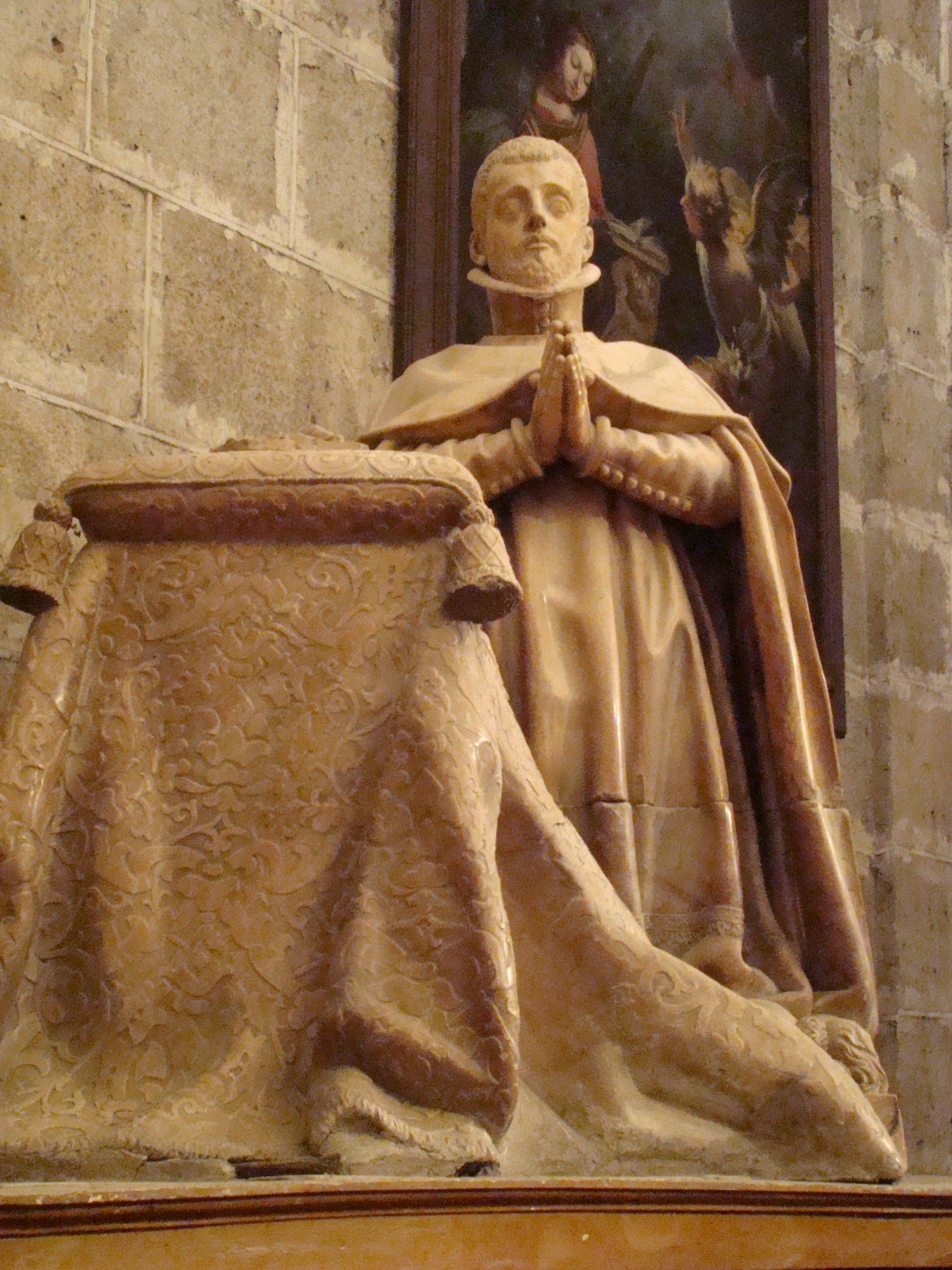
Venero Leyva
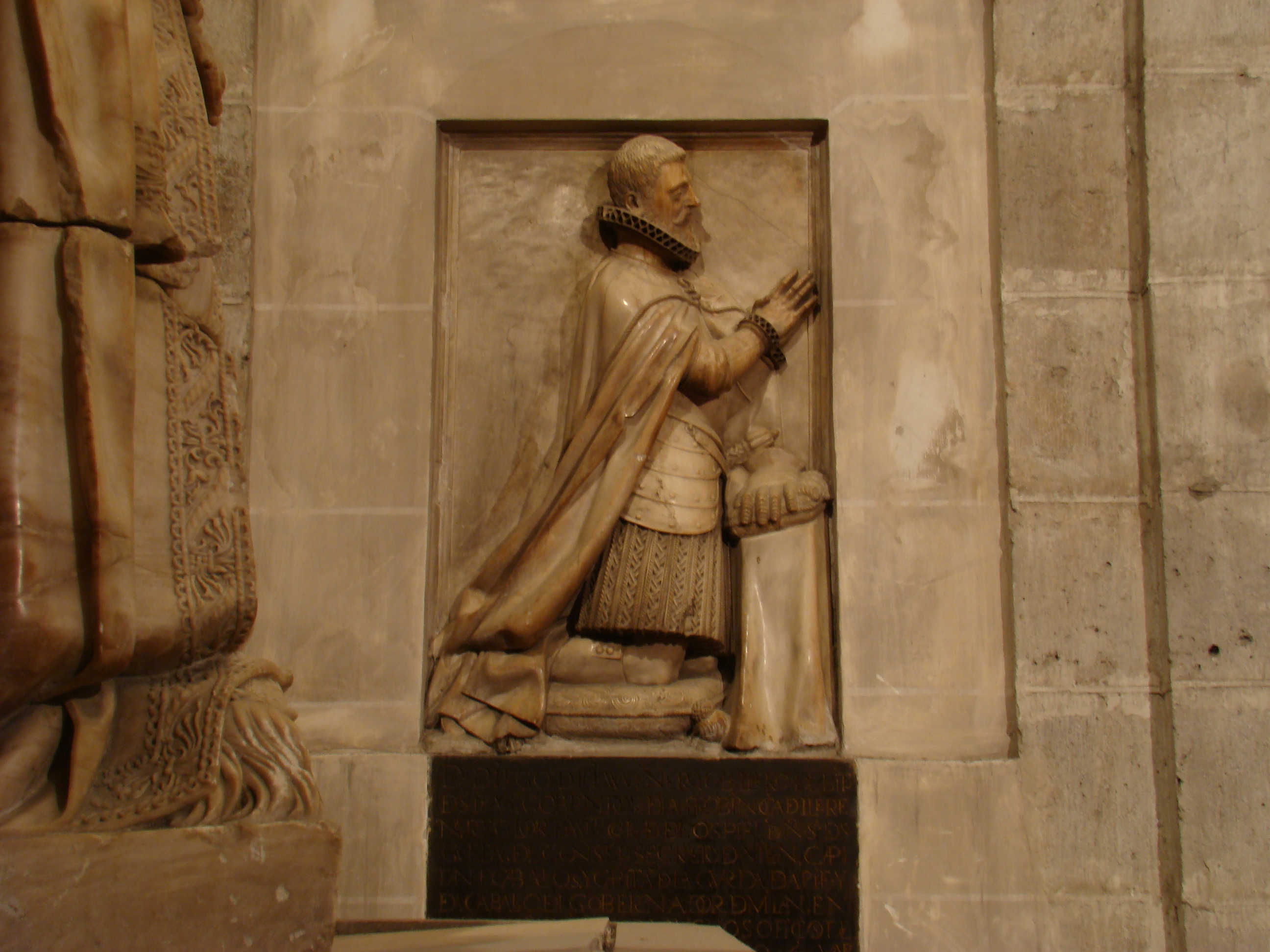
Venero Leyva
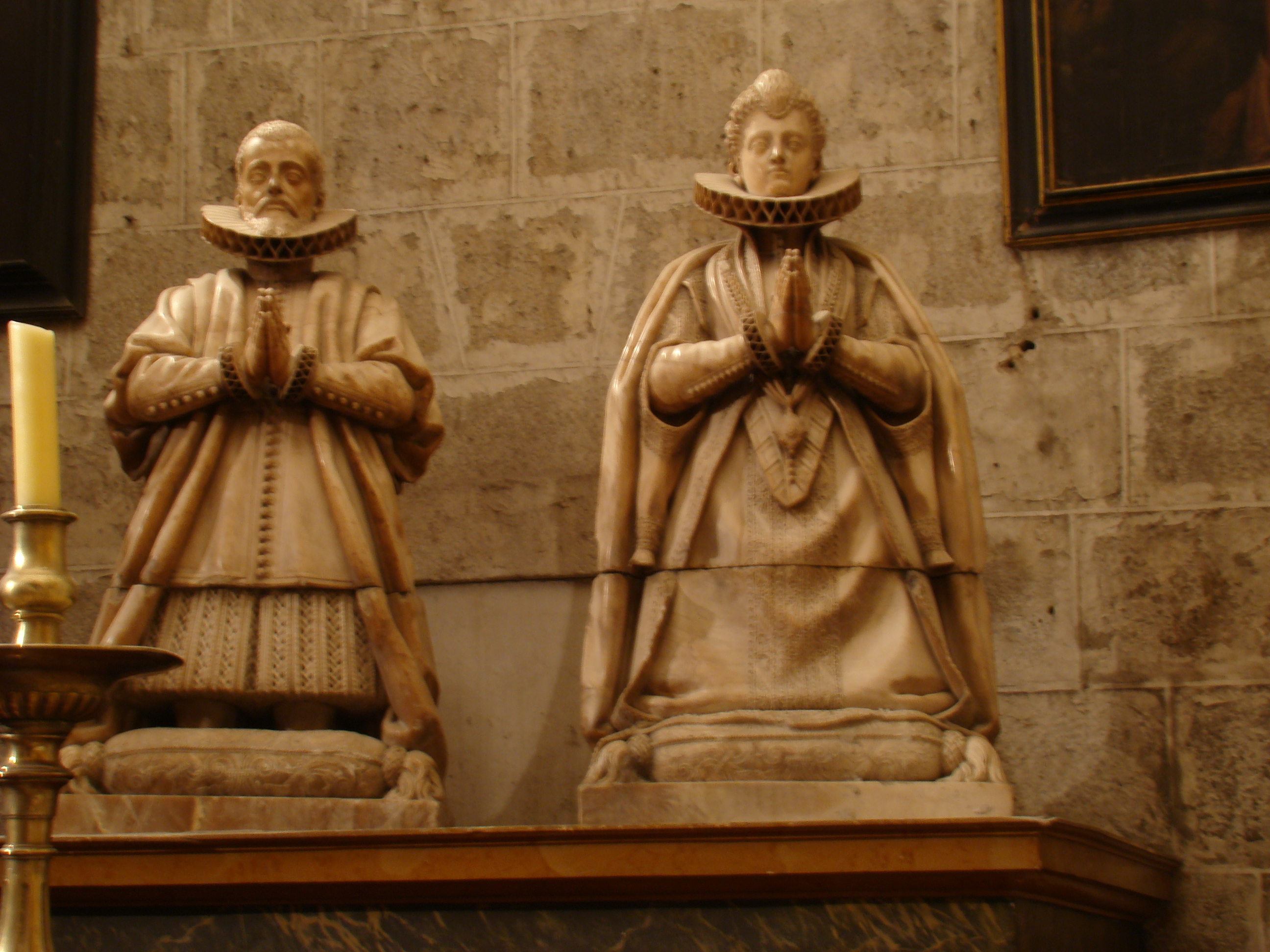
Venero Leyva

La capilla conocida como de San Antonio el Pobre tenía también el título de capilla de los Cañedo cuyos enterramientos estaban en dos tumbas de yeso bajo arcos góticos. La capilla se hallaba situada a los pies de la iglesia, debajo del coro y su espacio comprendía la zona de dos capillas anteriores llamadas de la Trinidad y de San Antonio. Fue remodelada y adornada en 1617.

La capilla del Santo Cristo estaba situada en el muro sur de la iglesia, que daba al claustro. En 1576 tenía como titular a San Andrés. Los frailes la vendieron a su médico de cabecera (clérigo) Juan Rodríguez de Santamaría como capilla funeraria para él y su familia. Juan Rodríguez la restauró y adornó.

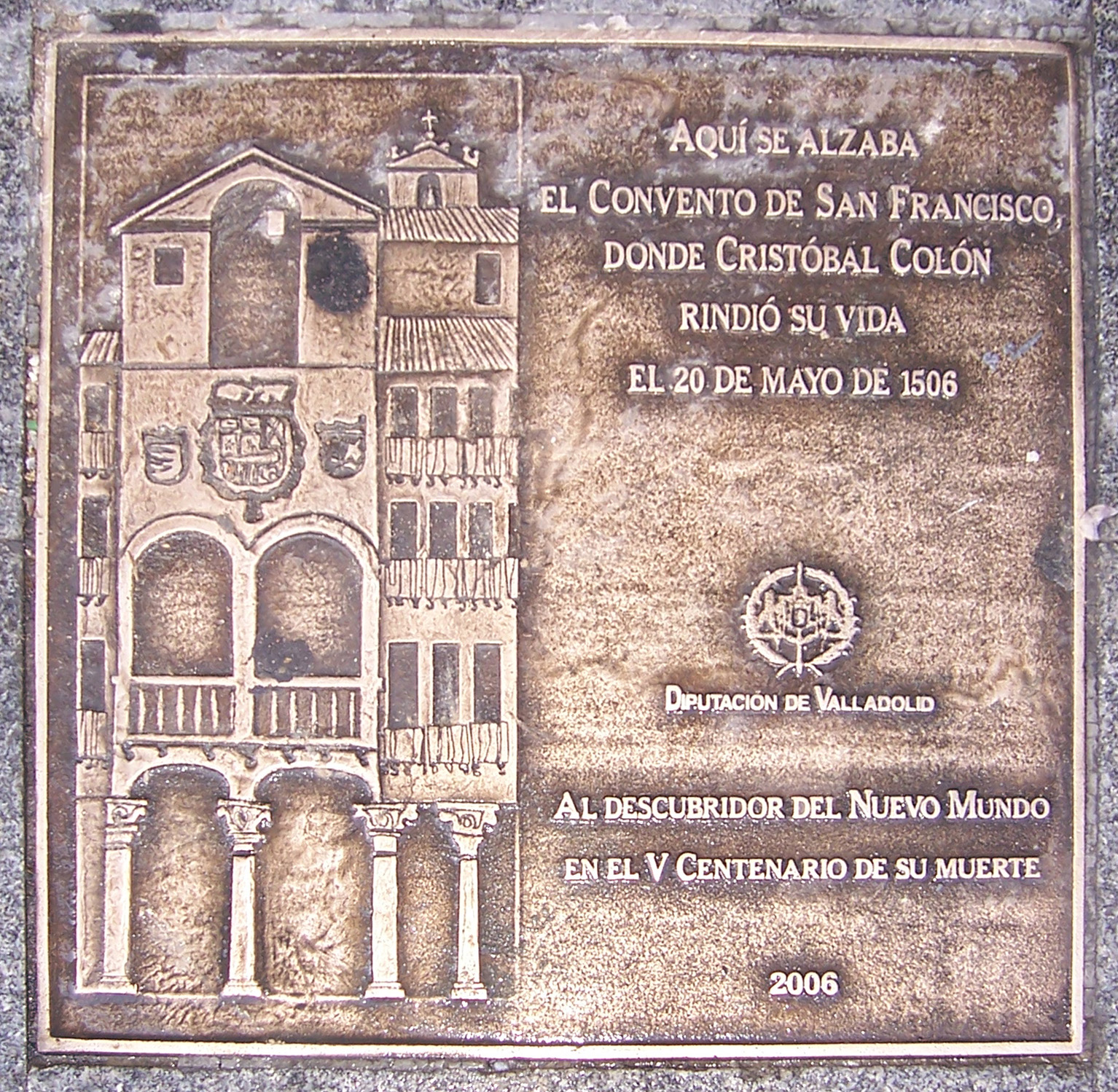
Placa en homenaje a Colón en su V Centenario. Está puesta en la pared de un moderno edificio que ocupa el lugar donde antaño estuvo el convento de franciscanos.

Cristóbal Colón murió en Valladolid en mayo de 1506 y fue enterrado en la iglesia de este convento de franciscanos. Aunque sigue sin saberse (año 2010) en qué casa u hospital murió exactamente, durante la conmemoración del V centenario de su muerte el Ayuntamiento de Valladolid colocó una placa en su recuerdo en el lugar donde se hallaba el convento de San Francisco. También se desconoce el lugar exacto donde fueron sepultados sus restos.
Álvaro de Luna, decapitado en la Plaza Mayor de Valladolid y enterrado en este convento, según su deseo. Más tarde, sus restos fueron trasladados a la catedral de Toledo (capilla de Santiago), junto con los restos de su mujer y de miembros de su familia.
Red Hugh O'Donnell (Aodh Rua Ó Domhnaill), último príncipe de Tyrconnel (Irlanda). Murió durante el viaje a Valladolid, siendo enterrado temporalmente en el Castillo de Simancas en 1602 y trasladado más tarde al convento.

## Enterramientos de religiosos ilustres

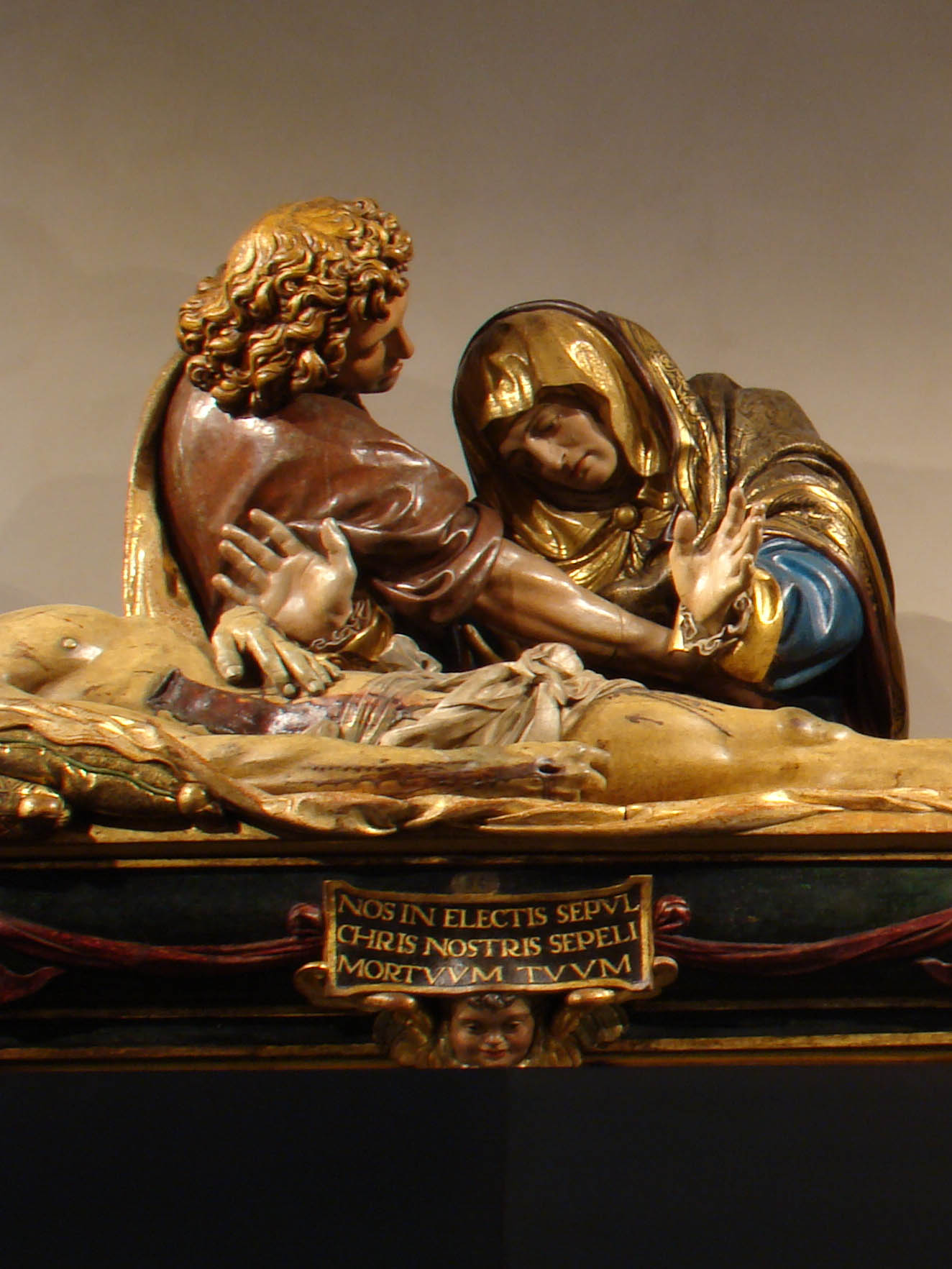
Detalle central del grupo del Santo Entierro de Juan de Juni.

La capilla del Sepulcro, llamada también capilla del obispo de Mondoñedo fue construida a instancias de fray Antonio de Guevara (franciscano, muerto en 1545), obispo de Mondoñedo, escritor y cronista de Carlos I, como su capilla funeraria. Es la capilla en cuyo retablo se encontraba la gran obra escultórica de Juan de Juni.
Fray Bernardino de Anaya fue trasladado al centro de la capilla mayor y cuentan las crónicas que en el momento del traslado su cadáver estaba intacto.
Fray Pedro de Santoyo, gran reformista de la orden franciscana murió en este convento en 1431 siendo enterrado en un lugar común hasta que en 1534 se trasladó el cadáver bajo el altar mayor, lado de la Epístola.
Fray Francisco Merino, recoleto de las misiones de Sahagún. Murió en Ciguñuela y lo trajeron en carro a enterrarlo en San Francisco.

## Enterramiento de los ajusticiados

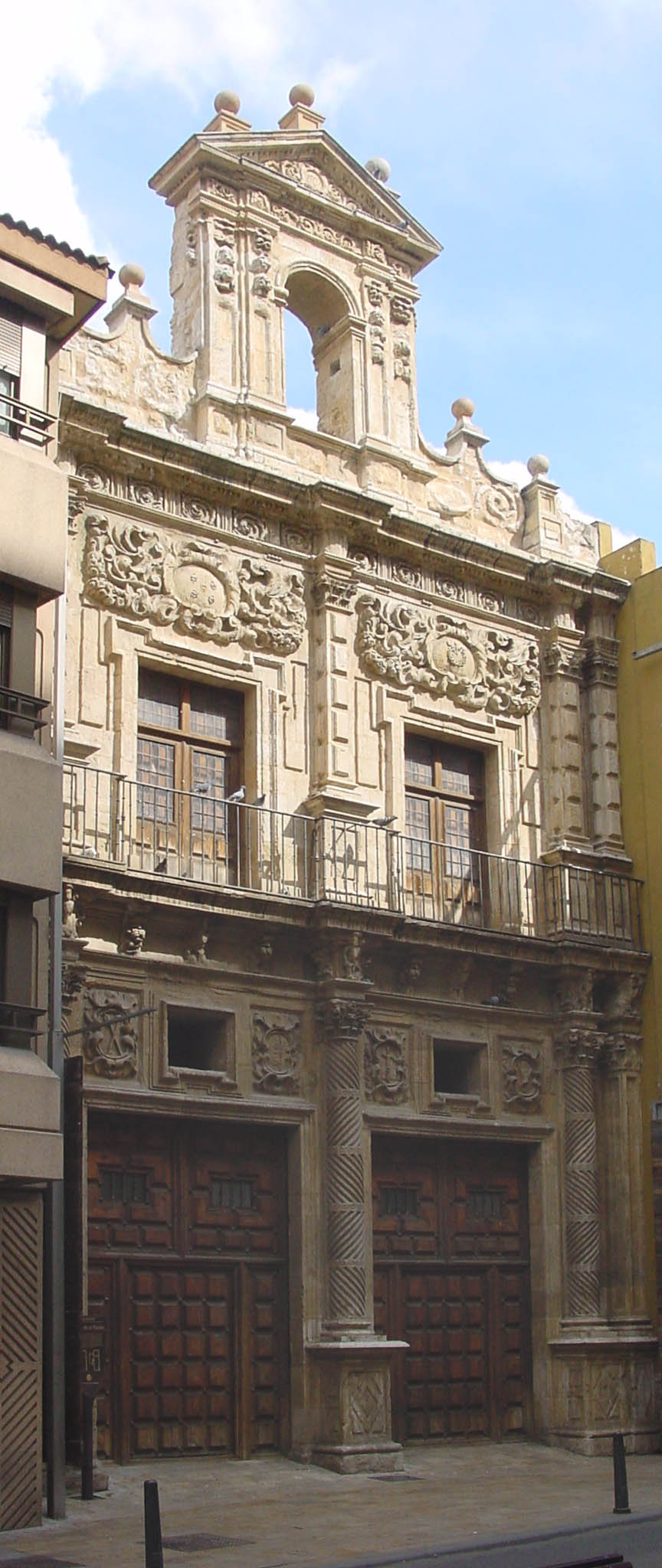
Sede de la cofradía de la Pasión muy cercana al convento de San Francisco.

La cofradía de la Pasión se encargaba de la conducción de los restos de los ajusticiados que no habían sido descuartizados. El enterramiento tenía lugar en un espacio o capilla especial que servía de osario; se llamaba Capilla de los Ajusticiados o capilla de la Sagrada Pasión construida en 1598 y situada, según los comentarios de Sobremonte en su Manuscrito:

[…] entre la puerta de la iglesia o nave de Santa Juana y la pared de la casa de Baltasar de Paredes. Tenía la capilla un altar con un Cristo acompañado de la Virgen y Juan Evangelista, donde siempre había una vela encendida. En el suelo había grandes losas de enterramiento para los ajusticiados, salvo aquellos que habían sido degollados y que por tanto eran enterrados en el claustro.

Por las paredes de la capilla corría una inscripción que daba noticia del patronazgo ostentado por la Real Cofradía Penitencial de Nuestra Señora de la Pasión y San Juan Bautista Degollado y de las indulgencias concedidas por el obispo de Valladolid Juan Vigil de Quiñones para aquellos que rezasen en la capilla implorando por el alma de los difuntos enterrados allí. Ventura Pérez en su Diario de Valladolid da la noticia en 1752 de la construcción de una nueva capilla junto a la antigua, para enterramiento de nobles y muertos por garrote, más un espacio entre las dos capillas para los ajusticiados que no eran descuartizados y que sus restos no eran esparcidos por los caminos, según costumbre para los delitos de sangre.

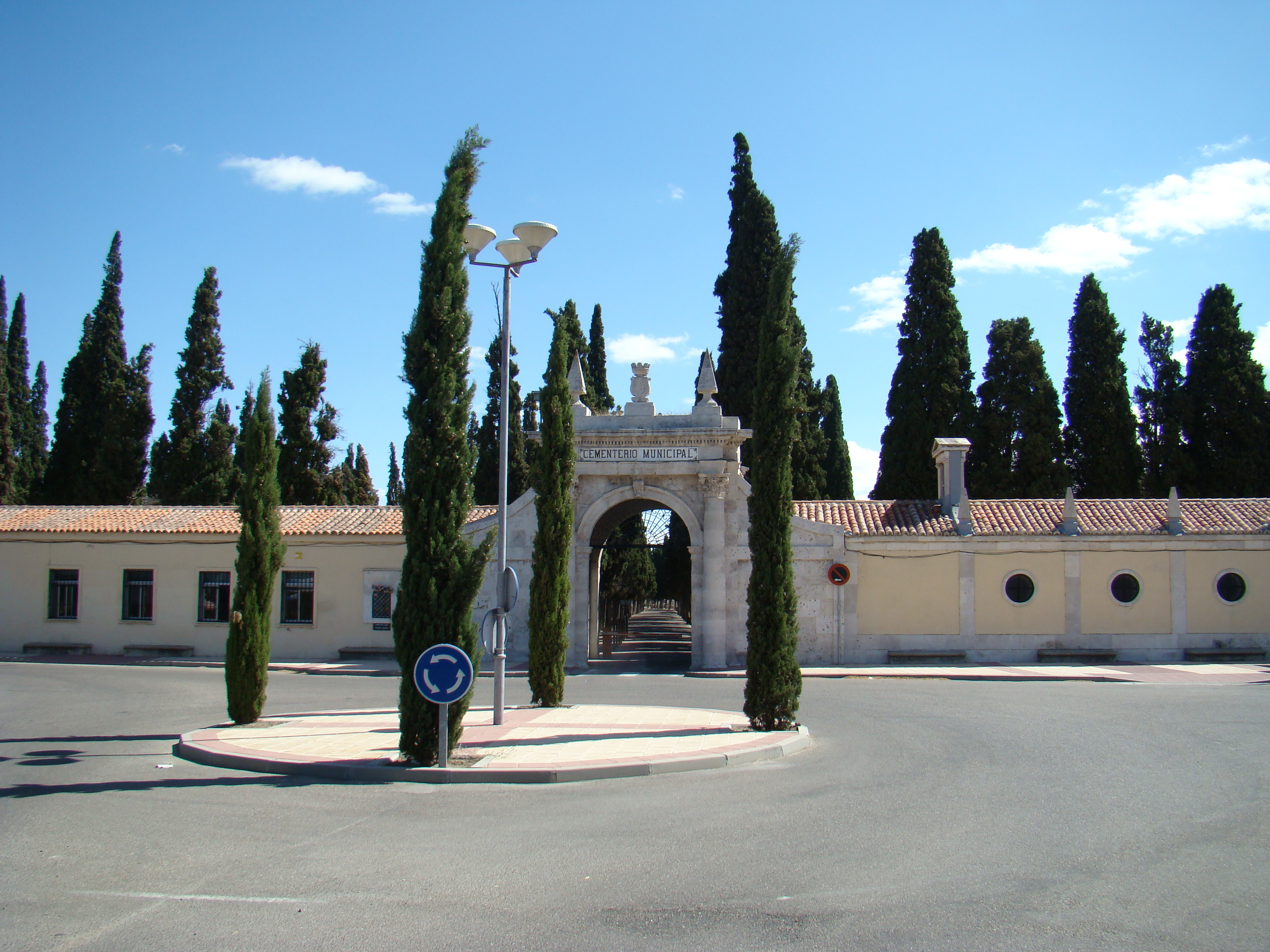
Valladolid cementerio municipal.

En abril de 1901 se hicieron en la zona donde estuvo el convento las excavaciones para los cimientos del nuevo Círculo de Recreo (Casino cultural) sobre lo que había sido primera capilla del lado del Evangelio de la iglesia. Se descubrieron infinidad de restos humanos. Todos estos restos fueron trasladados al osario general del Cementerio Católico. Lo mismo ocurrió a finales del siglo XX cuando de nuevo se hicieron excavaciones para levantar el edificio de un centro comercial en el lugar en que se supone que estaría la iglesia. Nuevamente se recogieron los huesos humanos para llevarlos respetuosamente al osario del cementerio.